# Харків (річка)
Харків — річка в Україні (Харківський район Харківської області) та Росії (Бєлгородська область). Ліва притока Лопані (басейн Сіверського Дінця).

## Опис
Довжина 71 км. Площа водозбірного басейну 1 160 км². Похил річки 0,8 м/км. Річкова долина трапецієподібна, асиметрична, завширшки 2 км. Заплава двостороння заболочена, завширшки до 0,5—1,5 км. Річище звивисте, завширшки до 15 м, завглибшки до 3 м. Використовується на водопостачання, зрошення, рекреацію. На річці (та її притоках) створено ставки, а також Трав'янське, Муромське та В'ялівське водосховища.
Весняні розливи в межах Харкова трапляються в районі Журавлівки (район станції метро «Київська» та вище супермаркету «Рост». Нижче річка протікає у високих берегах та зарегульована Гончарівською греблею, яка розташована нижче її устя на річці Лопань.
Історичні розливи річки Харків навесні регулярно спричиняли повені у міст Харкові протягом XVIII — початку ХХ століття, зокрема, у 1785, 1805, 1853, 1877, 1883, 1889, 1893, 1915 роках та 1925 роках. Після повені 1893 року набережні у Харкові були підняті на 4 сажені.

## Розташування
Харків бере початок на схід від смт Октябрського (Росія). Тече на південний захід, на південь і знову на південний захід. Впадає до Лопані в центральній частині міста Харкова у місцевості під назвою Лопанська стрілка.

## Водовикористання
На річці Харків у 1962 році побудовано Журавлівську греблю для регулювання стоку води на річці та створення Журавлівського водосховища об'ємом 2,5 млн м3, де було влаштовано Журавлівський гідропарк. Протягом 2013—2018 року було проведено реконструкцію греблі щодо посилення її несучих конструкцій та укріплення підвідного та відвідного каналів.
Гончарівська гребля здійснює обводнення і регулювання рівня стоку для попередження повеней та підтоплень у нижній течії річки Харків поблизу її устя у центральній частині міста. Регулярно відбувається водоскид та обмілення річки для нормалізації річки та для очищення її берегів від сміття чи для ремонтних робіт. Такі обмілення викликали незадоволення і ставали приводом для створення петицій до міської влади від мешканців Харкова.

### Річковий транспорт у Харкові
На початку ХХ століття до Харківської міської думи було адресоване звернення щодо розробки проекту обводнення харківських річок та створення судноплавного шляху від Бєлгорода та Харкова до Ростова-на-Дону. Пізніше, вже за радянської влади у 1920-1930-ті роки виникла ідея сполучити Харків з Азовським морем. Але наприкінці 1930-х років від них відмовились через нереалістичність цих планів.
У 1932 році на річках Лопань та Харків відкрився рух «водних трамваїв» — катерів на 24 особи. Перший маршрут пролягав від Харківського мосту до Митрофанівського виселку на Журавлівці. У 1933 році човни вже вміщували до 40 осіб. Їх кількість збільшилась до 10-ти, а вартість проїзду становила 25 коп. Навігація на річках мала тривати 200 днів на рік. Після Другої світової війни ці катери певний час перевозили пасажирів до 1953 року, після чого річкові перевезення припинилися.
У 1996 році до Харкова перевезли прогулянковий теплохід «Павлік Морозов», який до того плавав на Дніпрі. Після відновлювальних робіт теплохід під іменем «Ластівка» здійснював прогулянкові перевезення, але по річці Харків він не ходив через низький пішохідний підвісний міст біля з'єднання річок Харкова та Лопані. Проте на річці поблизу Горбатого мосту проходили ходові випробування судна. Перед «Євро-2012» у Харкові на річці Лопань біля вливу в неї річки Харків відкрили човнову станцію.

## Притоки
Від витоків до гирла:

### Ліві

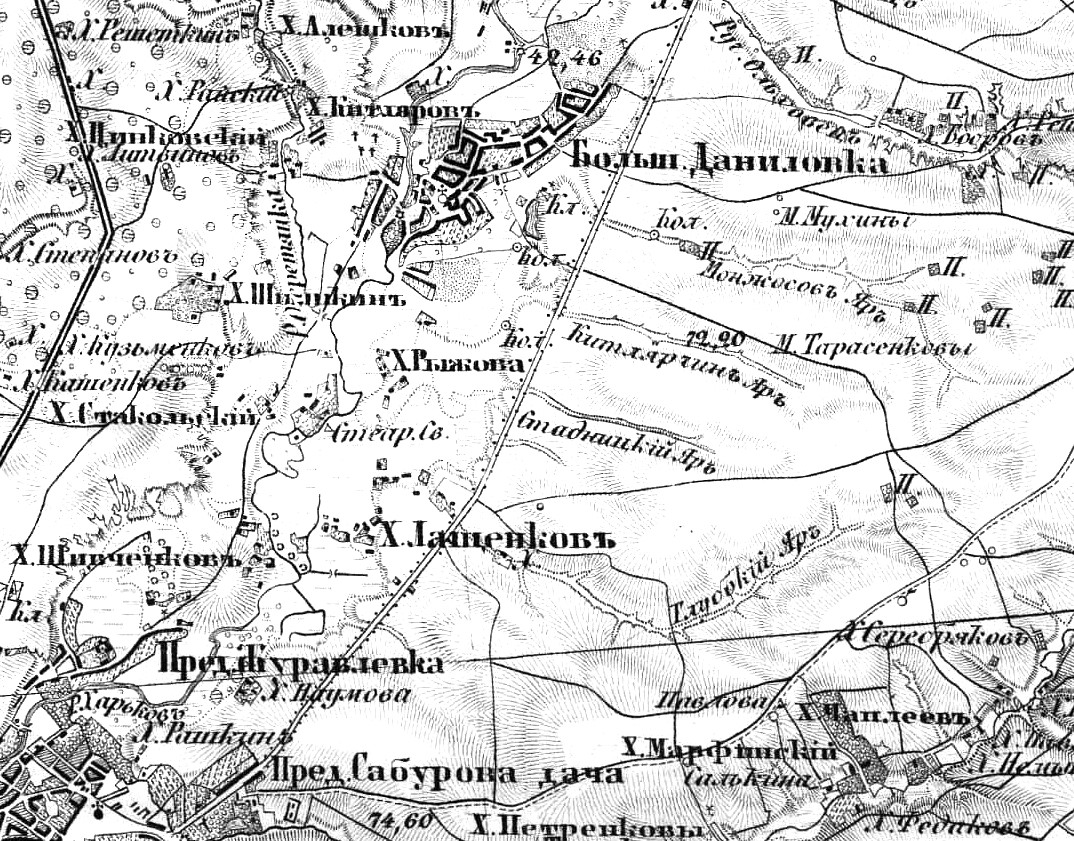
Фрагмент мапи 1869 року, на якому вказані назви ярів, які перетинають сучасні вулиці Академіка Павлова та Леся Сердюка

- Балка Кобелев Яр — притока у Бєлгородському районі Бєлгородської області в Росії. Починається на північному заході від села Черемошне, тече переважно на захід. Впадає у річку Харків між селами Салтиково і Соловйовка[28]

- Балка Прямий Лог — притока у Бєлгородському районі. Починається на південному заході від села Черемошне, тече переважно на захід. Впадає у річку Харків у селі Соловйовка[28].

- Чернецька — балка у Липецькій громаді Харківського району Харківської області в Україні, тече вздовж російсько-українського кордону через село Стрілеча[29][30]
  - Балка Товста — ліва притока Чернецької, впадає на північно-східній околиці села Стрілеча[29][31]

- Писарева — балка у Липецькій громаді, бере початок на заході від села красне, тече переважно на південний захід і впадає у річку Харків (Трав'янське водосховище) між селами Стрілеча і Глибоке[29][32]
  - Балка Ковалева — права притока Писаревої[29][33]

- Дальня Глибока — балка у Липецькій громаді, бере початок на південному заході від села Мороховець, тече на південний захід через село Глибоке і впадає у річку Харків (Трав'янське водосховище)[29][34]

- Ближня Глибока — балка у Липецькій громаді, впадає південніше села Глибоке[29][35]

- Липець
- Муром
- В'ялий
- Балка Куплеваха — балка, що тече у Циркунівській сільській громаді. Довжина бл. 3,11 км, найкоротша відстань між витоком і гирлом — 2,67 км, коефіцієнт звивистості річки — 1,16. Бере початок на північно-західній стороні від села Момотове, тече переважно на північний захід через село Циркуни[36][37].
- Вільховець
- Манжосів Яр
- Кітлярчин — яр у місті Харків, протікає вздовж вулиці Бучми[36][38]
- Стадницький — яр у місті Харків[36][39]
- Глибокий Яр
- Немишля

Точне місце впадіння невідоме: Кропив'яний яр, Михар, Нетеча (поруч Занетеч — частина міста Харкова), Буравчин

### Праві

Річки Добра та Хмелівка при впадінні у Харків на мапі 1783 року

- Кривеньків Яр — притока у верхів'ї річки Харків, протікає у Бєлгородському районі Бєлгородської області в Росії[28].

- Яри Крупні — притока у Бєлгородському районі. Бере початок у селі Толоконне. Тече спочатку на південь, потім на південний схід і впадає у річку Харків у селі Петрівка[29].

- Яр Ведмежий[29], Балка Ведмежий Лог[28] — притока у Бєлгородському районі. Починається у селі Нехотіївка, тече переважно на захід і впадає у річку Харків південніше села Петрівка.
  - Яр Хрестовий — ліва притока Яру Ведмежого, тече через хутір Крестове[29]

- Яр Водяний — притока у Бєлгородському районі, протікає через село Журавліка[29][44]
  - Яр Русляний — ліва притока Яру Водяного[44]

- Висока Яруга — балка у Дергачівській міській громаді Харківського району Харківської області в Україні, протікає через одноіменне село[29].
  - Балка Кешкарівка — права притока балки Висока Яруга, бере початок у селі Алісівка, тече переважно на північний схід і впадає у селі Висока Яруга[29]
  - Балка Антошчина — ліва притока балки Висока Яруга, впадає на сході від села Висока Яруга[29][44].
  - Балка Красна — права притока балки Висока Яруга, впадає на сході від села Висока Яруга[45][29].
    - Трав'янка — ліва притока Красної[46][29]. На деяких картах позначена як права притока Харкова[44].

- Мурзинка (також Холодна[47]) — балка у Дергачівській та Липецькій громадах, протікає із заходу на схід через село Малі Проходи[48][29].
  - Балка Водник — ліва притока Мурзинки, впадає на північно-західній околиці села Малі Проходи[49][29].
  - Балка Красна — ліва притока Мурзинки, впадає на західній околиці села Малі Проходи[50][29].

- Яр Прохідний — притока у Дергачівській та Липецькій громадах. Бере початок на північно-східній стороні від селища Питомник. Тече переважно на північний схід через село Великі Проходи і у селі Липці впадає у річку Харків.[51][29].
  - Балка Орлова — ліва притока яру Прохідного. Бере початок на південному сході від села Дементіївка, тече на південний схід і впадає у яр Прохідний у селі Великі Проходи.[52][29].

- Балка Ольхова

- Добрий — яр у Дергачівській міській та Циркунівській сільській громадах. Бере початок на східній околиці села Руська Лозова, тече переважно на схід і впадає у річку Харків у селі Руські Тишки[53][36][29][44]

- Велика Хмелівка — балка у Дергачівській міській і Циркунівській сільській громадах. Бере початок на східній околиці села Руська Лозова, тече переважно на схід і впадає у річку Харків у селі Черкаські Тишки[54][36][44]

- Ревківський — яр у Малоданилівській селищній і Циркунівській сільській громадах. Впадає у річку Харків у селі Циркуни[36][55]

- Очеретянка

Точне місце впадіння невідоме: Дідиків яр.

## Фотографії

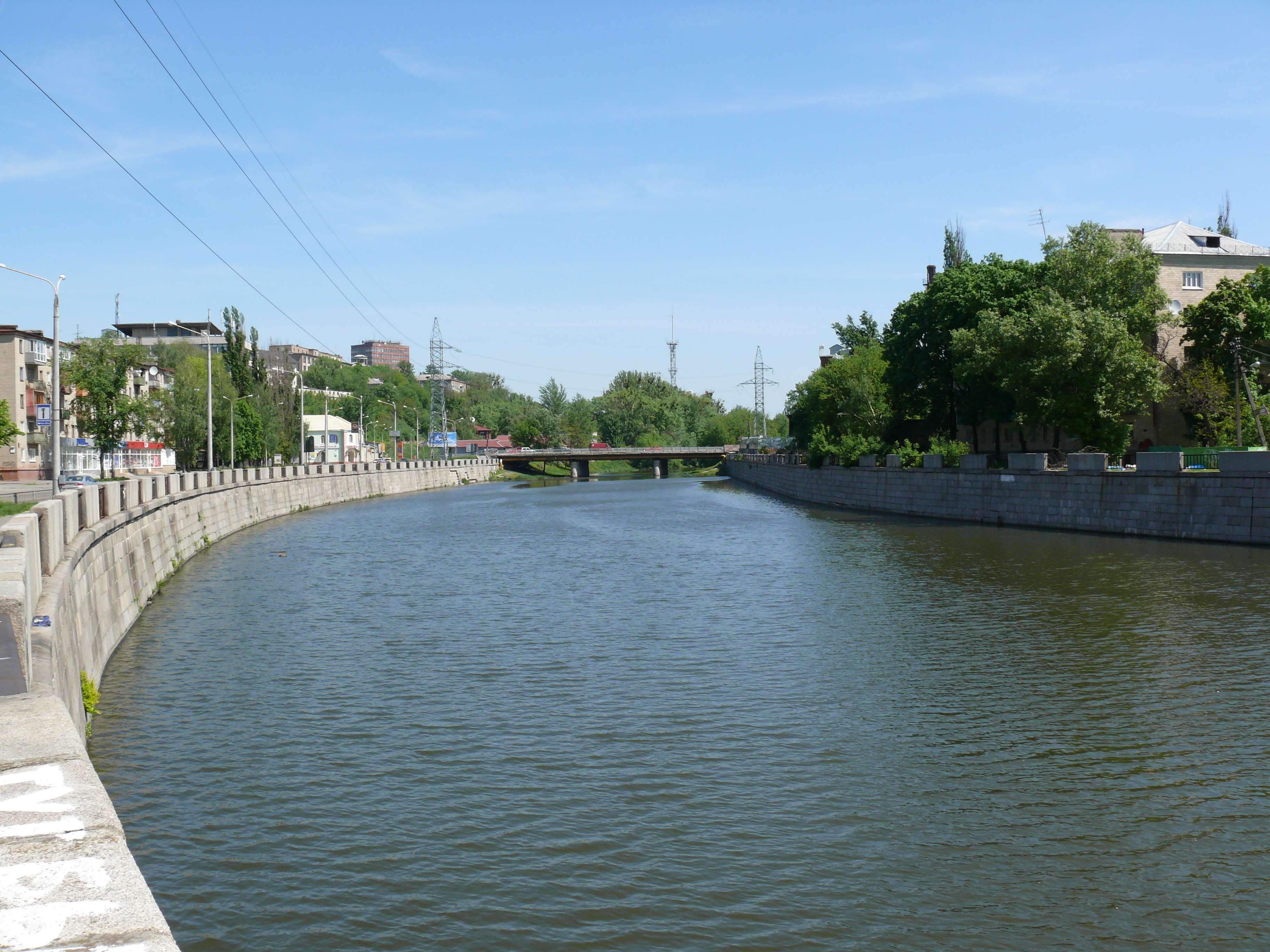
Набережна між Чигиринським та Харківським мостами.
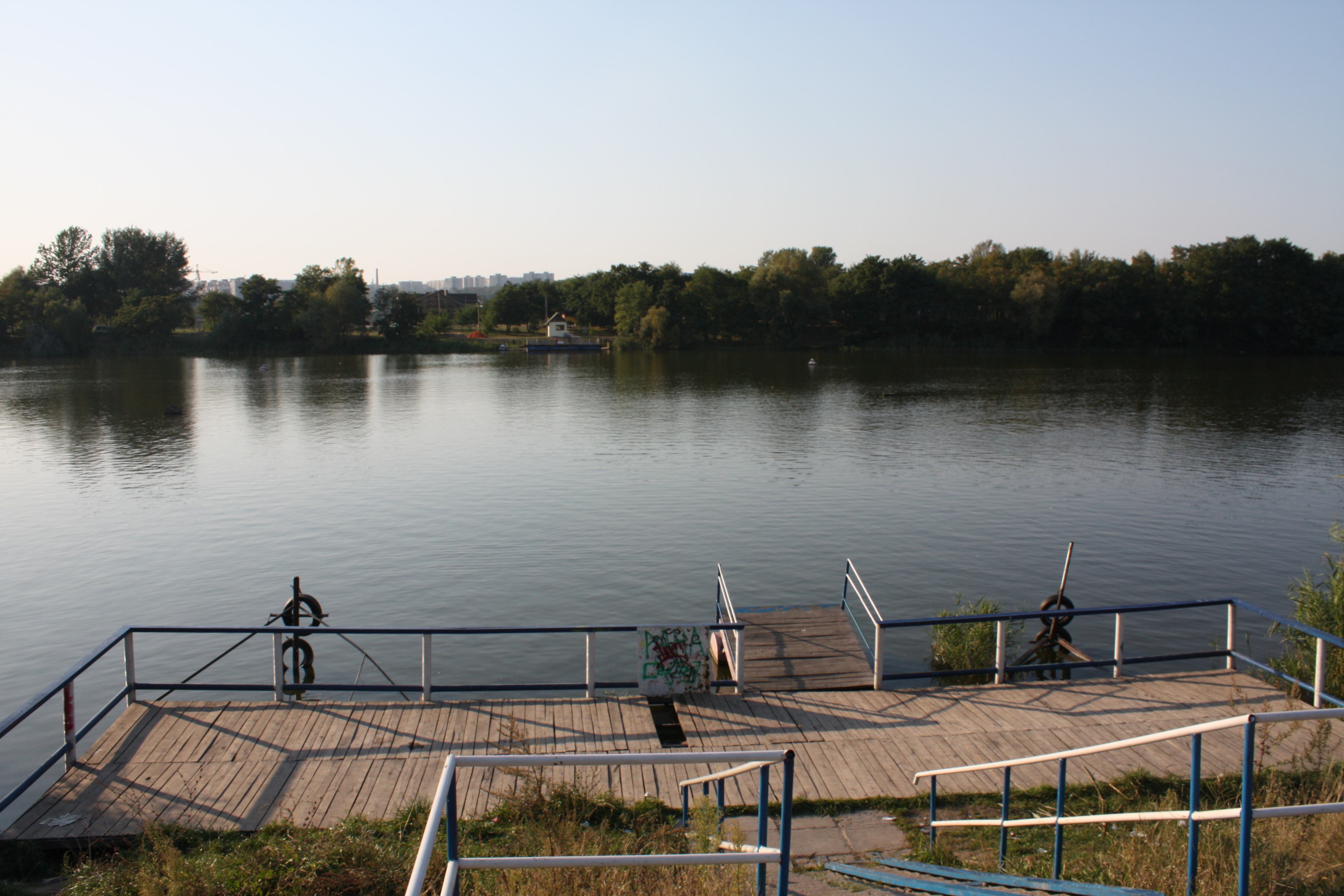
Річка біля Салтівки.
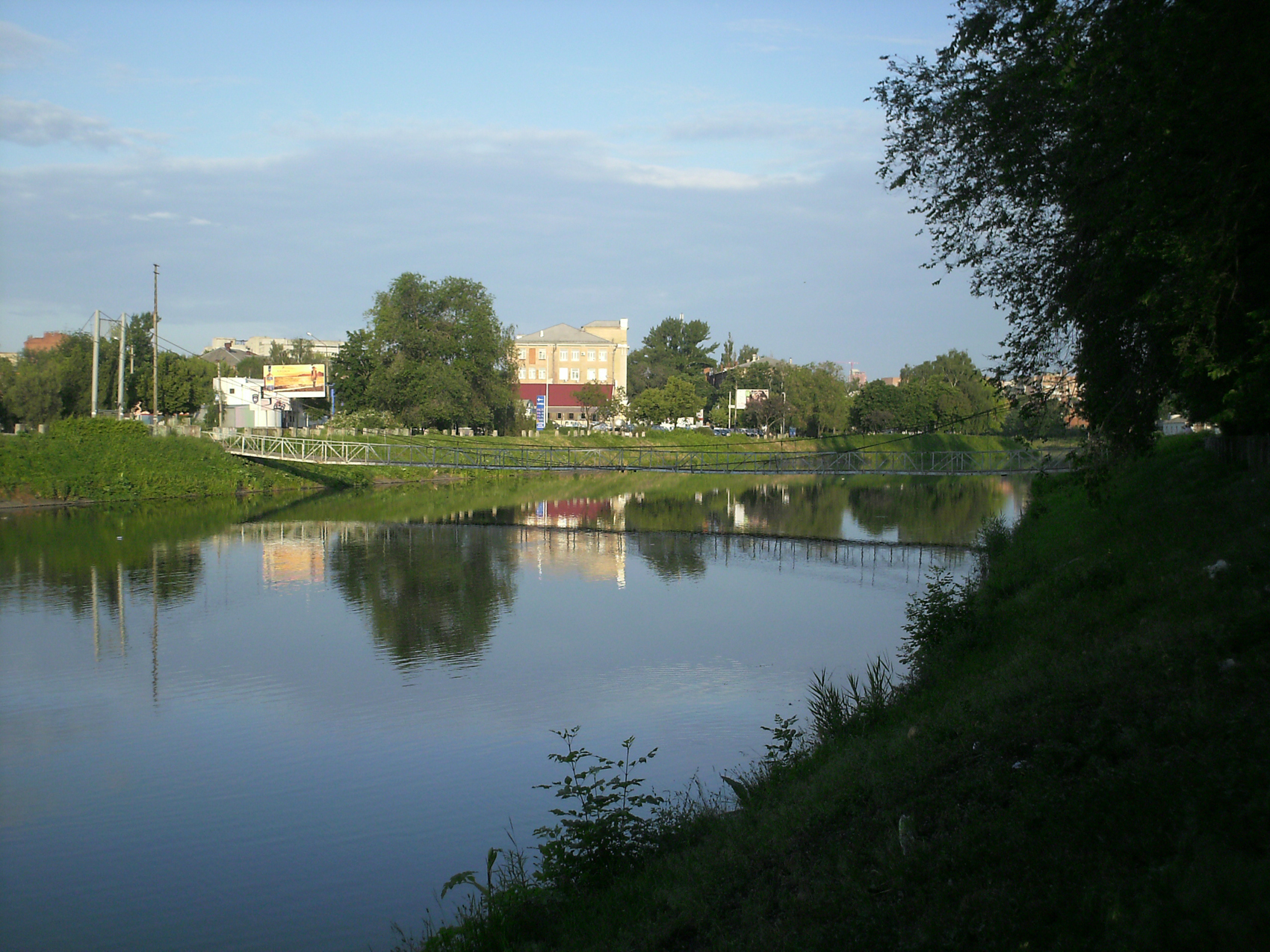
Підвісний місток через річку
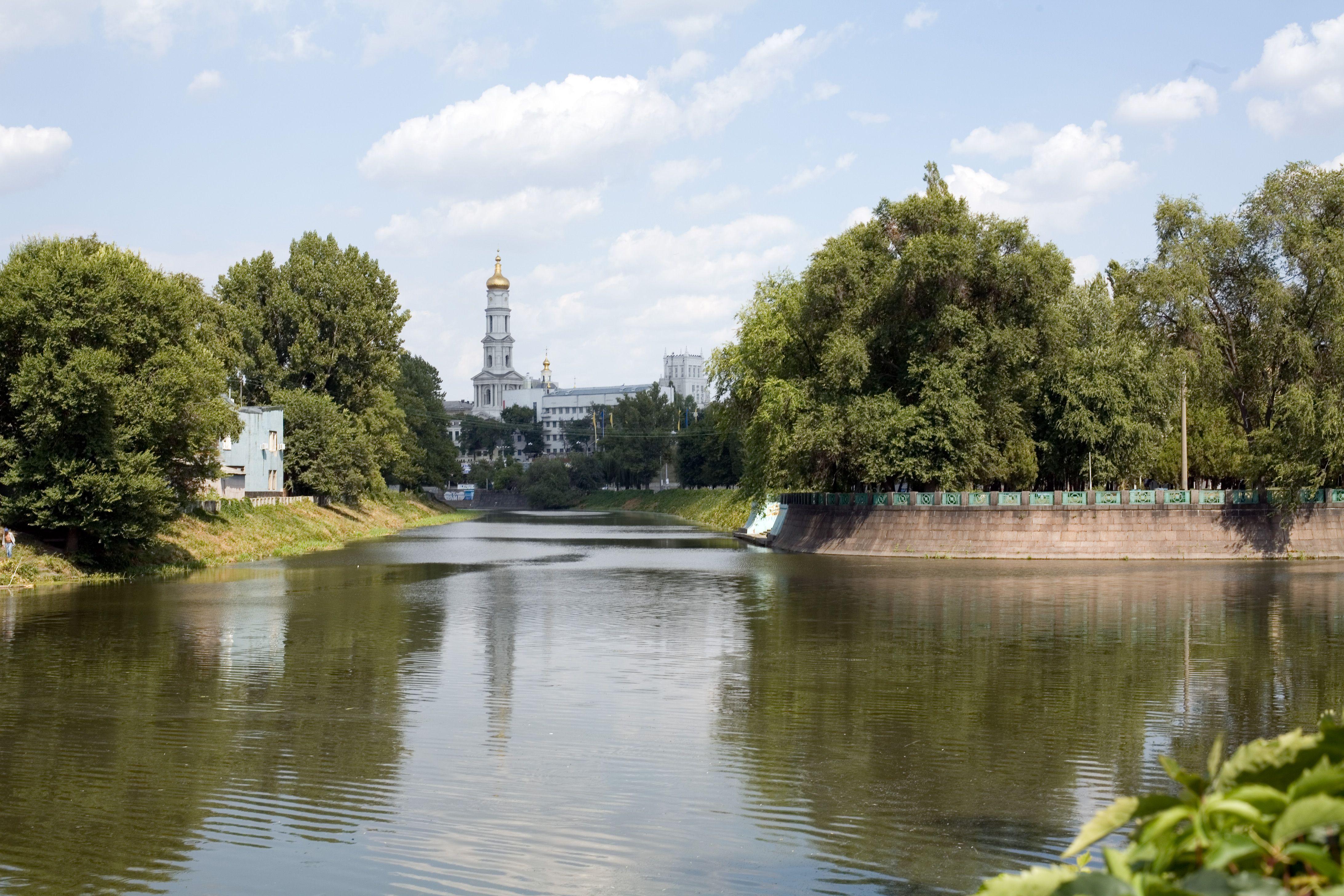
Місце впадіння Харкова (справа) в Лопань (зліва)